# Aneika Henry
Aneika A. Henry, o mężu Morello (ur. 13 lutego 1986) – jamajska koszykarka posiadająca także azerskie obywatelstwo, występująca na pozycji środkowej, obecnie zawodniczka Connecticut Sun w lidze WNBA oraz tureckiego Osmaniye Genclik.
Do Stanów Zjednoczonych przeprowadziła się wraz z rodziną w wieku 11 lat.

## Osiągnięcia
Stan na 4 sierpnia 2016, na podstawie, o ile nie zaznaczono inaczej.
College
- Uczestniczka II rundy turnieju NCAA (2009)
- Zaliczona do II składu Florida Community College Activities Association (FCCAA) All-Conference (2006, 2007)[1]

Drużynowe
- Mistrzyni Ligi Adriatyckiej (2015)
- Wicemistrzyni:
  - WNBA (2013)
  - Hiszpanii (2013)
- Zdobywczyni pucharu Hiszpanii (2013)
- Finalistka pucharu Polski (2012)
- Uczestniczka rozgrywek:
  - EuroCup (2009–2011, 2013/14)
  - Euroligi (2011–2013)

Indywidualne
- MVP:
  - Pucharu Hiszpanii (2013)[3]
  - 6. kolejki Euroligi (2011/12)[4]
- Uczestniczka meczu gwiazd FGE (2012)[5]
- Zaliczona do:
  - składu najlepszych zawodniczek zagranicznych:
    - tureckiej ligi KBSL (2016 przez Eurobasket.com)
    - chińskiej ligi WCBA (2015 przez Eurobasket.com)

  - składu Honorable Mention:
    - KBSL (2016 przez Eurobasket.com)
    - WCBA (2015 przez Eurobasket.com)